# Майк Робертсон
Майк Робертсон (англ. Mike Robertson; нар. 26 лютого 1985) — канадський сноубордист, спеціаліст із сноубордкросу, призер олімпійських ігор.
Робертсон розпочав виступати на етапах Кубка світу в 2003. На подіум йому вдалося піднятися вперше в 2009. На Олімпіаді у Ванкувері він виборов срібні медалі.